# Leioproctus splendens
Leioproctus splendens (лат.) — вид пчёл рода Leioproctus из семейства Colletidae. Австралия.

## Описание
Мелкие пчёлы (длина тела около 5 мм) с опушением из светлых волосков (тело в основном чёрно-коричневое, тергиты с оранжевыми краями). От близких видов отличаются следующими признаками: первый тергит гладкий с редкими мелкими пунктурами, вентральная поверхность клипеуса без выступов-зубцов, область между глазом и оцеллием гладкая, редко пунктированная, метапостнотум матовый, жвалы и лабрум чёрные; скутум гладкий и блестящий, редко пунктированный; голова и грудь без металлического блеска, внутренняя голенная шпора задней ноги с очень мелкими зазубринами (не гребенчатая), базитибиальная пластинка заострённая. Крылья с 2 субмаргинальными ячейками, клипеус выпуклый (также как и надклипеальная область), скапус усиков короткий и не достигает среднего оцеллия, длинная югальная лопасть заднего крыла, то есть простирающаяся значительно ниже уровня cu-v. Включен в состав подрода Colletellus Michener, 1965 (подсемейство Neopasiphaeinae). Обнаружен на цветках Calandrinia (Montiaceae). Вид был впервые описан в 2018 году австралийским энтомологом Remko Leijs (South Australian Museum, Аделаида, Австралия).